# Банкя
Вижте пояснителната страница за други значения на Банкя.
Ба̀нкя (остаряло: Банки) е известен национален и международен балнеоложки курорт, град и същевременно район на София, София-град, Западна България. Разположен е в полите на Люлин планина в близост до международния път Белград – Истанбул, известен в древността като Via Militaris (или Via Diagonalis).
Курортът е национален център за рехабилитация на болни от сърдечно-съдови заболявания и за профилактика на застрашените от тях. Славата му се дължи на факта, че и въздухът, и водата му притежават изключителни лечебни свойства. Той съчетава в себе си климато- и балнеолечение.
През 1969 г. село Банкя е обявено за град, а през 1979 г. е обособен, заедно с прилежащите села, като район на София. Днес Банкя се разраства с кварталите си Градоман, Вердикал, Михайлово и Изгрев и двете прилежащи села – Иваняне и Клисура.

## География, климатични особености и минерална вода
Банкя се намира на около 15 km западно от столицата София. Разположен е в подножието на Люлин планина, на брега на река Банкя. Средната надморска височина е между 630 и 800 m. Със столицата го свързват две шосета – отклонението на Милево ханче по пътя за Сърбия и пътят покрай кв. Филиповци. Градът е част от националната железопътна мрежа с електрифицирана линия.
Град Банкя е съставен от централна част и кварталите Вердикал, Михайлово и Градоман и кв. Изгрев. Разположен в подножието на Люлин планина, градът е характерен с многото зеленина и слънчеви дни, умереноконтинентален климат, лек планински бриз богат на отрицателни йони и фитонциди, както и многото лековити минерални извори – това са природни дадености, които определят развитието на Банкя като престижен национален и международен курорт, и в същото време екологичен резерват на София. Климатът, лечебните свойства на минералните води, богатата санаториално-курортна база с високо квалифициран медицински персонал, стотиците излекувани от сърдечно-съдови и инсултни заболявания представляват най-добрата визия на града.
Средната годишна температура е 9,6 °C. Градът е известен с богатата зеленина и по-голям брой слънчеви дни, умереноконтинентален климат, лек планински бриз – горски вятър, който духа от Люлин планина и долинен вятър към Люлин, очистващ курорта от прахови частици. Въздухът е особено богат на озон, наситен е и с отрицателни йони, фитонциди и ароматни вещества, отделящи се от боровите гори наоколо. Всичко това образува една невидима защита над града. Ветровете са предимно западни, северозападни и югозападни.

### Минерална вода
Водата на Банкя извира от около 850 m дълбочина и има дебит 24 l/s. Тя е слабоминерализирана, хомотермална, хидрокарбонатно-сулфатно-натриева. Температурата ѝ е 36,5 °C. Водата е бистра, безцветна, без миризма, мека, силициева, флуорна, хидрокарбонатна, натриева и със съдържание на радон. Препоръчва са за пиене при ендокринни заболявания, като диабет, нарушена мастна обмяна, затлъстяване, подагра, проблеми с пикочно-отделителната система, като гастрити, колити, язва, възпалителни и алергични заболявания на дихателната система. Подходяща е за бутилиране.
Шест са лечебните заведения, в които се възстановяват хора, прекарали инсулти, със сърдечно-съдови и неврологични заболявания, под грижите на висококвалифицирани специалисти, на които и до днес се крепи славата на Банкя като „здравницата“ на България и национален център по кардиорехабилитация. В нея се повлияват добре и заболявания, свързани с обмяната на веществата, стомашно-чревния тракт, опорно-двигателния апарат, ендокринологични заболявания, обща физическа и умствена умора. Въздухът, водата и природата на курорта оказват и подмладяващ ефект.

## История
Първите заселници на територията на Банкя са тракийски племена от преди 2500 г. При археологически разкопки са разкрити останки от римски сгради, стени, канализация, бронзови гривни от 4 – 5 век от новата ера. Писмени документи за съществуването на Банкя като селище черпим от турски данъчен регистър от 15 век. По време на турското робство по наследство Рашид бей получава правото да владее тези земите и в чифлика му работят местните селяни-изполичари. В средата на чифлика има калище с бликаща лековита минерална вода. Само веднъж в годината на празниците Горешляци, когато се считало, че водата е най-лековита, селяните имали право да се потопят в калището. От цялата околия с коне и волски каруци населението се е стичало в Банкя за тези празници.
След Освобождението, което заварило Банкя със седемнайсет семейства, селяните изкупили земята на бея. Първият, който закупил земя в Банкя и построил хотел, а до него малка вила, бил майор Коста Паница.
Опълченецът Рашко Нешев получил правото да експлоатира минералните води в Банкя. Той разширил старата бейска баня. Изградил примитивни басейни и направил мъжко и женско отделение. Скоро се разнесла славата на минералната вода на Банкя. Доходът от банята на Рашко Нешев бил толкова голям, че когато предавал дневния приход в банката, той не броил гологаните, а ги мерел с кантар на тегло.
В началото на миналия век Банкя привлича вниманието на висши държавни среди. Извършва се каптиране на минералните извори, а през 1907 година отваря врати Малката баня. Същата година започва и строежа на великолепната за времето си и сега Голяма балнеолечебница по планове на проф. Карл Хохедер от Мюнхен. Банята, в която е имало и царски вани, се е посещавала от царското семейство и това е дало и едно друго название на Голямата балнеолечебница – Царска баня. Малко са били в Европа бани като тази. Тя е изиграла ролята и на градообразуващ фактор.
След като България изгубва Македония, хора от Югозападна Македония се преселват в Банкя. Повечето стари банчани са потомци на български македонци и живеят предимно в центъра.
При избухването на Балканската война в 1912 г. един човек от Банкя е доброволец в Македоно-одринското опълчение.

## Население
Численост на населението според преброяванията през годините:
| \| Година на преброяване \| Численост \| \| --------------------- \| --------- \| \| 1934 \| 2428 \| \| 1946 \| 3448 \| \| 1956 \| 6153 \| \| 1965 \| 6374 \| \| 1975 \| 8285 \| \| 1985 \| 7624 \| \| 1992 \| 7557 \| \| 2001 \| 8458 \| \| 2011 \| 11 089 \| \| 2019 \| 11 294 \| \| 2021 \| 11 893 \| |           |
| Година на преброяване | Численост |
| 1934 | 2428      |
| 1946 | 3448      |
| 1956 | 6153      |
| 1965 | 6374      |
| 1975 | 8285      |
| 1985 | 7624      |
| 1992 | 7557      |
| 2001 | 8458      |
| 2011 | 11 089    |
| 2019 | 11 294    |
| 2021 | 11 893    |

## Политика
Банкя е място, в което през последните десетилетия живеят и работят редица от политиците на България. Сред тях са Цар Фердинанд, който решава да създаде централната царска баня, Тодор Живков, който построява в Банкя президентска резиденция и живее в нея през последните 10-на години от управлението си.

## Икономика
Градът разчита предимно на туризма и на балнеолечението. В покрайнините му се намират завод за бутилиране на „Кока-Кола ХБК България“, в който се бутилира и минерална вода „Банкя“. Има фабриката за разтворими напитки и хранителни продукти „Кенди“. Тук се извършва производството на наложени марки като Step, Frutti, Picantina.
Лечебните заведения са СБР „Здраве“, СБР „Ясен“, БДПЛР към ВМА, БДПЛР на МВР, Национален комплекс ЕАД, Отделение по кардиология и кардиологична рехабилитация към Национална кардиологична болница, и няколко хотела: „Дружба“, „Банкя Палас“, „Жеравна“, „Емали“, „Дарлинг“ и др. От 2018 г. работи и плажът в центъра на града „Аквабанкя“ с басейн с олимпийски размери, детски басейн и джакузи.

## Транспорт
Градът се обслужва от 4 автобусни линии на Центъра за градска мобилност: 42 – който свързва квартал Михайлово и централната част на града с метростанция „Люлин“, 44 – свързващ с. Иваняне и град Банкя, 47 и 49 – свързващи съответно кв. Градоман и с. Клисура с централната част на град Банкя и метростанция „Сливница“. До 1.06.2022 г. през града се движеше и автобус 48, който свързваше кв. Михайлово с централната част на града и метростанция „Сливница“, но той беше заменен от автобус 42, който беше удължен от автостанция „Банкя“ до края на кв. Михайлово.

## Обществени институции
- Районна администрация на район Банкя
- Районно управление на полицията
- ЧСОУ „Цар Симеон“
- 78 СОУ „Христо Смирненски“
- Професионална гимназия по туризъм „Алеко Константинов“
- Частно начално училище и детска градина „Дъга“
- Частно начално училище с РЧО „Фоти“
- 25 ДГ „Изворче“
- Районна пожарна Банкя

## Забележителности
| Минералната баня и старата сграда на пощата |
| Минералната баня и старата сграда на пощата |

- Сградата на минералната баня – построена през 1907 г.[8]
- „Вазов дъб“ – любимото място за почивка на писателя Иван Вазов.
- Църква „Св. мчци Кирик и Юлита“ – построена през 1932 г. Осветена от софийския митрополит Стефан.
- Храм „Вси Светии“ – квартал Вердикал, счита се, че е изградена непосредствено след Боянската църква /X-ХІ в./
- Читалище „Отец Паисий“ – основано през 1928 г. с пръв дарител учителят Владимир Марков. Днес читалището разполага с над 20 000 тома художествена и научно-техническа литература. Най-старият културен институт в града. Активна дейност развиват младежки танцов ансамбъл, детско-юношески танцов състав, хор за стари градски и народни песни, школа за спортни танци, рок група, младежки спортен клуб.
- Читалище „Светлина – 1927“, Вердикал
- Къща музей „Димитър Благоев“
- Дивотински манастир „Света Троица“
- Клисурски манастир „Света Петка“
- Пътека на здравето – известното място за разходки сред природата и лечение на дихателни проблеми.

## Традиционни културни събития
- Горешляци – Празникът на града е на 15 юли, когато се чества храмовият празник на храм „Свети Кирик и Юлита“ – небесни покровители на Банкя. Това е първият ден на т. нар. празници Горешляци – трите най-горещи дни в годината, свързани с вярването, че именно тогава минералните извори са най-лековити. В Банкя обаче празничната програма продължава близо десет дни, тъй като е наситена с концерти на фолклорни, поп, джаз и класически изпълнители. В последните години активно участие взимат дует Ритон, братя Аргирови, както и актьорът и бивш депутат Евгени Будинов – всички те живеят в Банкя.
- Майски дни на културата – от 2016 г. в началото на пролетта районната администрация организира Майски дни на културата, които привличат много гости в курорта. Характерно за програмата е, че е интердисциплинарна и се стреми да привлече колкото се може по-широка и разнообразна публика.
- Коледни празници в Коледния град – По модел на немските коледни базари Район „Банкя“ заедно с „Ротари клуб Банкя“ от зимата на 2015 г. организират Коледен град в центъра на града, на пешеходната алея на ул. „Коста Паница“. Няколко седмици се случват разнообразни концертни програми, аниматори забавляват децата, а някои от най-изявените търговци и кулинари в града се грижат за гостите с месни вкусотии, гряно вино и коледни сладкиши.
- Международен детски фестивал на вокални изпълнители „Вярвай, искай, можеш“ се провежда всяка година от 2016 г. Организира се от СО район „Банкя“ и Център за изкуства „Зорница“. Връчва се ежегодната Награда на кмета на град Банкя, която е втората по тежест след най-голямата награда Гранд При.
- Флоклорен фестивал – Част от Международния фолклорен фестивал „Витоша“, който се провежда на различни сцени в град София и е част от Културния календар на Столична община, ежегодно гостува и в Банкя. Фестивалният ден протича с шествие в централните части на града и по пешеходната зона и кулминира с концерт в парк „Ротонда“.
- Пленер на художниците – по повод празниците на Банкя Горешляци художници рисуват Банкя и красотите ѝ, като даряват картините си на общината за бъдеща картинна галерия. От 2014 г. изложбата се представя и в централната зала на Столична община. На откриването традиционно присъства и кметът на София Йорданка Фандъкова.
- БГ кино под звездите в Банкя – Едно от най-успешните премиерни за Банкя събития е инициативата „БГ кино под звездите в Банкя“, която е реализирана за първи път през август 2018 г., но се оформя като едно от потенциално традиционните събития. С над 3000 зрители, с пет прожекции на съвременни български кинопродукции и с редица партньори като Национален филмов център, Международен София Филм Фест, Продуцентска къща „Dynamic arts“, както и благодарение на звездните гостувания преди прожекциите на Николай Илиев (актьор), Любомир Ковачев, Станислав Дончев и др., инициативата добива изключително широка популярност.
- Авто ретро парад, организиран от Ретро клуб „Банки“ и Български автомобилен клуб „Ретро“. От Банкя тръгва и първият международен ретро парад до Димитровград и град Пирот, Сърбия.
- Конкурс за Българско овчарско куче за наградата на кмета на Банкя.
- Държавно отборно първенство по тенис за жени на тенис кортовете на Банкя.
- Планински бягания в околностите на Банкя: Люлин рън, Баба Марта рън, коледно бягане.
- Международен фестивал на детската песен „Милион чудеса“ – провеждан всяка година от 2001 г. до 2007 г.

## Личности
| Родени в Банкя - Бойко Борисов, основател и лидер на ПП ГЕРБ, бивш министър-председател на Република България - Милор Михайлов (р. 1967), кмет на Банкя, впоследствие заместник-кмет на София - Петър Радев – Пашата (1875 – 25 май 1907), български офицер и революционер, войвода на ВМОРО. - Поли Паскова (р. 1966), българска фолклорна певица и бивша професионална баскетболистка - Рангел Марков, настоящ кмет на Банкя - Станислав Славов – председател на Гражданско сдружение „Банкя“ - Цветан Михалков Илиев, р. 1905 г., съосновател на БЗНС в Банкя - Ценко Гигов, македоно-одрински опълченец, 2 рота на 4 битолска дружина Известни личности, живели в Банкя преди 1944 г. - д-р Александър Георгиев, автор на книга за Банкя - д-р Асен Шишманов, лекар, политик, филантроп, основател на Български червен кръст - ген. Данаил Николаев, пехотен генерал - Дора Метева, преводач - майор Коста Паница, офицер - Лалю Метев, индустриалец - д-р Михаил Михалев, лекар - Михаил Тенев, финансист - Осман паша, османски офицер (преди 1878) - Рашид бей бимбаши, индустриалец (преди 1878) - Рашко Нешев, опълченец - Цветан Стоянов, свещеник - Иван Ив. Беев – деец на ВМРО - Евгения (Генче) Уршева от вила „Вардар“ - близка на Иван Михайлов - Атанас Калчев, деец на ВМРО, собственик на вила „Палма“ и ресторант „Нова звезда“ в Банкя, подсъдим заедно с Лев Главинчев и Димитър Чегански за убийството във вила „Русалка“ на Симеон Хаджитошев през 1933 г., родом от град Щип - приближен на Иван Михайлов | Известни личности, живели в Банкя между 1944 и 1989 г. - акад. Венко Марковски, писател - Георги Атанасов, държавник - акад. Георги Джагаров, поет, драматург и държавник - ген. Здравко Георгиев, офицер, член на БОК - акад. Пантелей Зарев, литературен критик, председател на СБП - майор Петър Будинов, български комунист - Петър Дюлгеров, политик от БКП - акад. Сава Гановски, философ, политик на БКП - Тодор Живков, държавен глава на България - Филимена Марковска, съпруга на Венко Марковски Известни личности, живели/живеещи в Банкя след 1989 г. - Александър Пиндиков, литератор и политик, народен представител в XXXVIII народно събрание. - чл.-кор. проф. Венелин Живков, бивш ректор на Техническия университет в София - Бобан Здравкович, певец - Братя Аргирови, певци - Венелин Митев – журналист, поет, писател, есперантист - Георги Калоянчев, актьор - Георги Първанов, президент на Република България между 2002 г. и 2012 г. - Дует Ритон, певци - Едвин Сугарев, поет, общественик и политик, народен представител в VII велико народно събрание, XXXVI и XXXVII народно събрание - Нико Яхиел, социолог, академик и политик от БКП - Никола Анастасов, актьор - Пламен Симеонов, бивш заместник-кмет на район „Банкя“ - Тошо Тошев, журналист - Цветелина Бориславова, банкер |

## Други
- В близост до центъра е разположен богатият на растителност парк „Кестени“.
- На Банкя е наречена улица „Банско шосе“ в квартал „Република“ в София (Карта).
- Връх Банкя в Антарктика е наречен в чест на града.

## Галерия
- Минералната баня
- Централният площад
- Р. Банкя, парк „Кестените“
- Парк „Ротонда“ с фонтана, близо до Минералната баня
- Паметник на загиналите във войните герои от Банкя, в парк „Кестените“
- Паметна плоча за събитията от 8/9 септември 1944 г.
- Ново строителство до Централния площад